# 栗胸文鸟
栗胸文鸟（学名：Lonchura castaneothorax），是梅花雀科文鸟属的一种，分布于巴布亚新几内亚、新喀里多尼亚（引进种）、印度尼西亚、法属波利尼西亚（引进种）和澳大利亚。该物种的保护状况被评为无危。
栗胸文鸟的平均体重约为14.4克。栖息地包括亚热带或热带的（低地）干燥疏灌丛、河流、溪流、耕地、湿地、淡水湖、干燥的稀树草原、亚热带或热带的（低地）干草原和亚热带或热带的红树林。